# Yen Press
Yen Press je americké nakladatelství mangy a grafických románů, které spoluvlastní společnosti Kadokawa Corporation a Hachette Book Group. Mezi lety 2008 a 2013 vydávalo vlastní měsíčník Yen Plus. Mimo překlady vydal Yen Press i několik původních sérií, jako je například manga Maximum Ride Jamese Pattersona a Noční škola Světlany Šmakové.

## Historie
Yen Press byl založen v roce 2006 Kurtem Hasslerem, bývalým obchodníkem skupiny Borders, a Richem Johnsonem, viceprezidentem DC Comics. V červenci 2007 bylo oznámeno, že Yen Press plánuje absorbovat nakladatelství ICEkunion, které se specializuje na vydávání korejských komiksů manhwa ve Spojených státech.
Od 29. července 2008 vydával Yen Press vlastní komiksový časopis Yen Plus. Roku 2010 byl přesunut na internetovou platformu a zcela ukončena v roce 2013.
Dne 11. dubna 2016 bylo ohlášeno, že se Yen Press stane společnou společností skupiny Hachette Book a japonským nakladatelstvím Kadokawa Dwango. Kadokawa mimo jiné bude vlastnit 51 % společnosti.
Yen Press spustil roku 2017 obchodní značku JY, zaměřující se na vydávání grafických románu pro dětské čtenáře.